# Route départementale 307 (Yvelines)
Pour les articles homonymes, voir Route départementale 307.
La route départementale 307 ou D307, est l’un des axes importants du département des Yvelines tant au plan de la circulation routière locale qu'au plan de la circulation régionale.
Il s'agit, historiquement, d'un tronçon de l'ancienne route nationale 307 déclassée au milieu des années 1990.
Sa fonction primordiale est de permettre aux habitants du nord de la plaine de Versailles d'accéder à l'autoroute A13 et à Versailles. Elle leur permet également l'accès aux villes importantes du département des Hauts-de-Seine telles que Vaucresson, Garches, Saint-Cloud ou Suresnes.

## Itinéraire
La D307, commence dans le prolongement de la route départementale 907 des Hauts-de-Seine, en limite de Vaucresson, au carrefour de la route départementale 173 (Bougival - Versailles). Dès son début, elle sert de limite communale entre La Celle-Saint-Cloud au nord et Le Chesnay au sud. Jusqu'à Noisy-le-Roi, il s'agit d'une route à deux fois deux voies.
Elle contourne le sud de la forêt de Marly puis traverse, en ligne quasiment droite et avec une légère orientation ouest-nord-ouest, le nord de la plaine de Versailles jusqu'à atteindre la vallée de la Mauldre.
Dans le sens est-ouest, les communes traversées sont :
- pour la chaussée nord, La Celle-Saint-Cloud, avec le nom de boulevard de Verdun jusqu'au croisement avec la route départementale 321 (Carrières-sur-Seine - Versailles), puis le nom d'avenue de Rocquencourt jusqu'au carrefour avec la rue Louis Pelin (côté Le Chesnay) ;
- pour la chaussée sud, Le Chesnay, avec le nom de route de Rocquencourt jusqu'au croisement avec la D321, puis le nom de route de Mantes jusqu'au carrefour avec la rue Louis Pelin :
  - à environ 250 m de l'extrémité de la D309, une branche à sens unique de la D173, débouche dans la chaussée sud,
  - à environ 500 m de l'extrémité de la D309, une branche de la route départementale 182 (Le Chesnay - Versailles) commence ;
- Rocquencourt, avec le nom de route de Maule, échangeur avec la route nationale 186 (Louveciennes - Versailles) qui permet, vers le nord, l'accès à l'autoroute A13 ;
- Bailly, avec le nom de route de Maule, échangeur avec la route départementale 7 (Marly-le-Roi - Saint-Cyr-l'École) ;
- Noisy-le-Roi, échangeur avec la route départementale 161 (L'Étang-la-Ville - Villepreux) ;
- Saint-Nom-la-Bretèche, croisement avec la route départementale 98 (Mareil-Marly - Villepreux), début de la route départementale 74 vers Chavenay ;
- Feucherolles, croisement avec la route départementale 30 (Poissy - Plaisir) ;
- Davron ;
- Crespières, croisement avec la route départementale 198 (Les Alluets-le-Roi - Thiverval-Grignon) ;
- Mareil-sur-Mauldre, sous le nom de rue Christian Pouillard, franchissement de la ligne de la vallée de la Mauldre par un passage à niveau et fin du tracé au carrefour (rond-point) avec la route départementale 191 (Maule - Beynes).

### Les sorties
- RD 184 :  A13,  A86
- RD 321 : La Celle-Saint-Cloud, Bougival, Le Chesnay, Hôpital A. Mignot
- Échangeur entre RD 307 et RD 186
- RD 317 : Versailles, Rocquencourt, I.N.R.I.A.
- RD 7 : Bailly-centre, Marly-le-Roi, Saint-Cyr-l'École
- : Noisy-le-Roi, Bailly
- RD 161 : Noisy-le-Roi-centre, Rennemoulin
- : Noisy-le-Roi, Golf
- : Toutes directions
- Tronçon commun avec la RD 98
- Carrefour giratoire entre RD 307 et RD 98